# Sophie Vaginay-Ricourt
Sophie Vaginay-Ricourt, née le 18 décembre 1969 à Toulon, est une femme politique française.
Maire de Barcelonnette à partir de 2020, elle est élue députée de la deuxième circonscription des Alpes-de-Haute-Provence en 2024, avec le soutien des Républicains à droite d'Éric Ciotti.

## Biographie

### Situation personnelle
Sophie Vaginay-Ricourt née le 18 décembre 1969, à Toulon, est clerc de notaire de formation et mère de deux enfants.

### Parcours politique
Elle est maire de Barcelonnette depuis 2020. L'année suivante, elle entre au conseil régional sur la liste de Renaud Muselier. Elle exerce par ailleurs les fonctions de présidente de la communauté de communes de la Vallée de l'Ubaye Serre-Ponçon jusqu'en octobre 2023 et est conseillère départementale. 
Elle indique s’être engagée « très jeune » en politique en prenant sa carte au RPR, puis à l'UMP et LR. Elle quitte LR en décembre 2022 pour dénoncer l'arrivée d'Éric Ciotti à la présidence, dénonçant dans un communiqué son positionnement ambigu vis-à-vis du RN.
Elle est investie lors des élections législatives françaises de 2024 dans la 2e circonscription des Alpes-de-Haute-Provence avec l'étiquette les Républicains à droite d'Éric Ciotti, soutenue par le Rassemblement national. Elle bénéficie du soutien pour sa campagne de la société de communication Progressif Media financée par le milliardaire Vincent Bolloré. Elle est élue avec 50,97% des voix, opposée au second tour au député sortant Nouveau Front populaire Léo Walter (49,03% des voix),,. Elle rejoint l'Union des droites pour la République et en devient vice présidente en octobre 2024.

## Détail des fonctions et mandats

### Mandats électifs
- Depuis le 23 mai 2020 : maire de Barcelonnette
- Depuis le 8 juillet 2024 : député de la 2e circonscription des Alpes-de-Haute-Provence